# L'orma del gigante (Edgar Wallace)
L'orma del gigante (The Big Foot) è un romanzo giallo di Edgar Wallace del 1927.

## Trama
L'avvocato Gordon Cardew scopre per caso che Hannah Shaaw, la sua poco affabile governante, ha ricevuto una lettera minatoria, firmata "Big Foot".
Sospettando che sotto ci sia lo zampino di un milionario americano, con il quale Hannah ha avuto una relazione amorosa, Cardew rivela la questione al collega George Ferraby.
Il quadro viene complicato da un folle vagabondo che, armato di pistola, si aggira di notte nella residenza di Cardew.